# Ітон (округ)
Шаблон:StateAbbr_ 42°35′ пн. ш. 84°51′ зх. д. / 42.59° пн. ш. 84.85° зх. д.
Округ  Ітон (англ. Eaton County) — округ (графство) у штаті Мічиган, США. Ідентифікатор округу 26045.

## Історія
Округ утворений 1837 року.

## Демографія
За даними перепису 
2000 року 
загальне населення округу становило 103655 осіб, зокрема міського населення було 63119, а сільського — 40536.
Серед мешканців округу чоловіків було 50381, а жінок — 53274. В окрузі було 40167 домогосподарств, 28251 родин, які мешкали в 42118 будинках.
Середній розмір родини становив 3,03.
Віковий розподіл населення поданий у таблиці:
| Стать    | До 15 років | 15-21 | 22-29 | 30-39 | 40-49 | 50-65 | 65-85 | Понад 85 |
| -------- | ----------- | ----- | ----- | ----- | ----- | ----- | ----- | -------- |
| Чоловіки | 11236       | 5508  | 4877  | 7258  | 8285  | 8403  | 4447  | 367      |
| Жінки    | 10849       | 5217  | 5030  | 7641  | 8895  | 8705  | 5866  | 1071     |

## Суміжні округи
- Клінтон — північний схід
- Інгем — схід
- Джексон — південний схід
- Калгун — південь
- Беррі — захід
- Айонія — північний захід

## Виноски
1. ↑  US Decennial Census. US Census Bureau. Архів оригіналу за 26 квітня 2015. Процитовано 21 вересня 2014.
2. ↑  Historical Census Browser. University of Virginia Library. Архів оригіналу за 11 серпня 2012. Процитовано 21 вересня 2014.
3. ↑  Population of Counties by Decennial Census: 1900 to 1990. US Census Bureau. Архів оригіналу за 15 лютого 2015. Процитовано 21 вересня 2014.
4. ↑  Census 2000 PHC-T-4. Ranking Tables for Counties: 1990 and 2000 (PDF). US Census Bureau. Архів оригіналу (PDF) за 18 грудня 2014. Процитовано 21 вересня 2014.
5. ↑  State & County QuickFacts. US Census Bureau. Архів оригіналу за 7 липня 2011. Процитовано 27 серпня 2013. [Архівовано 2011-07-07 у Wayback Machine.](англ.) Наведено за англійською вікіпедією.
6. ↑  American FactFinder. Бюро перепису населення США. Архів оригіналу за 26 лютого 2012. Процитовано 31 січня 2008. [Архівовано 2008-05-21 у Wayback Machine.]

| США | Це незавершена стаття з географії США. Ви можете допомогти проєкту, виправивши або дописавши її. |